# Spotsylvania Courthouse
Spotsylvania Courthouse är administrativ huvudort i Spotsylvania County i Virginia. Vid 2010 års folkräkning hade Spotsylvania Courthouse 4 239 invånare. Den nuvarande domstolsbyggnaden i Spotsylvania County byggdes 2005–2007 och det finns också en äldre domstolsbyggnad i Spotsylvania Courthouse.